# دبیرستان دین و دانش
دبیرستان ماندگار دین و دانش در شهر قم یکی از قدیمی‌ترین دبیرستانهای ایران است که در سال ۱۳۳۳ خورشیدی بنا گردیده است.

## تأسیس
در سال ۱۳۳۲ خورشیدی بنا به اراده مرحوم حاج شیخ مرتضی حایری فرزند مرحوم آیت الله مؤسس ، دبیرستانی که هم به سبک جدید فعالیت نموده و هم به امور دینی دانش آموزان توجه داشته باشد در خانه ای استیجاری آغاز به کار کرد و از حاج ارباب محمد آقا اسدی اربابی که از دسته جوانمردان و از مریدان مرحوم حاج شیخ عبدالکریم حایری بود درخواست مساعدت و همکاری شد. حاج ارباب محمد آقا اسدی اربابی فرزند محمد طاهر از پهلوانان نامدار و از خیرین روزگار خود بود ، در کمک به بینوایان دستی قوی داشت و در اقامه عزاداری حضرت سيد الشهداء مبلغ قابل توجهی به هیئات مختلف می پرداخت ، بنای تکیه محله ملامحمود را که شفته آن را حاج میرزا علی اصغر اربابی ریخته بود، با پرداخت یکصد و چهل هزار تومان به نحو آبرومندی تمام کرد .
در سال ۱۳۳۲ زمین مرغوبی را واقع در خیابان باجک معادل ۲۴۰۳/۴۰ متر مربع طبق دو فقره اجاره نامه ۱۹۳۱۶ و ۱۹۳۱۷ دفترخانه شماره یک قم از آستانه مقدسه اجاره کرد و به بنای دبیرستانی عظیم پرداخت و 32 باب مغازه نیز بر آن ضمیمه کرد که اجاره آنها، بخشی از هزینه های دبیرستان فراهم شود و تولیت آنجا را به متولی وقت آستانه مقدس واگذار نمود.
مجوز تأسیس دبیرستان دین و دانش قم در چهارم تیرماه سال ۱۳۳۳ به امضای محمود مهران، وزیر فرهنگ وقت به مهدی حائری یزدی، مطابق متن زیر، ارائه شد و این دبیرستان با یک کلاس با ظرفیت حدود ۲۸ دانش آموز در همان سال راه اندازی شد.
«طبق رای جلسه شورای عالی فرهنگ اجازه تأسیس یک باب دبیرستان کامل پسرانه به نام دین و دانش به شما داده می‌شود که در شهرستان قم به مدیریت خود دایر کنید، مشروط بر این‌که تمامی مقررات وزارت فرهنگ را دقیقاً اجرا کنید و چنانچه بعداً بخواهید محل آموزشگاه را تغییر دهید، باید قبلاً نظر وزارت فرهنگ را جلب کنید. این امتیاز قابل انتقال به غیر نیست.»
بعد از دو ماه نیز مهدی حائری یزدی به دلیل کسالت، سید محمد بهشتی را به عنوان مسئول این مدرسه معرفی کرد.
همچنین سید محمد بهشتی زبان انگلیسی، محمد مفتح شرعیات، ناصر مکارم شیرازی زبان عربی و علی‌اصغر فقیهی ادبیات را تعلیم می‌دادند. از دیگر معلمان این دبیرستان می‌توان به عباس مصباح‌زاده اشاره نمود.
سید محمد بهشتی شروع مبارزات سیاسی خود علیه دودمان پهلوی را در پیوند با دبیرستان دین و دانش می‌داند. وی می‌گوید:

 «شروع به کار مبارزاتی – اجتماعی من (فعالیت تشکیلاتی – سیاسی) به سال ۱۳۲۹ (یعنی تقریباً دو سال قبل از ازدواج) مربوط می‌شود. در سال‌های ۱۳۲۹ و ۱۳۳۰ که تهران بودم مقارن با اوج مبارزات سیاسی – اجتماعی نهضت ملی نفت به رهبری مرحوم آیت‌الله کاشانی و دکتر مصدق به صورت یک جوان مصمم مشتاق در تظاهرات و اجتماعات شرکت می‌کردم.»
همچنین کتابخانه‌ای در کنار این دبیرستان توسط مهدی حائری تهرانی با عنوان کتابخانه آیت‌الله حایری تهرانی تأسیس گردیده است.

## شیوه اداره دبیرستان
شیوه شهید بهشتی در اداره کردن دبیرستان به این صورت بود که همیشه برای اولیای دانش آموزان پرسشنامه‌هایی را ارسال می‌کرد و از آنان می‌خواست پاسخ بدهند و وقتی پرسش اولیا می‌رسید ایشان همه سؤال‌ها و پاسخ‌ها را با حضور اولیا و دانش آموزان به بحث می‌گذاشت.
از کارهای ماندگار شهید بهشتی این بود که هیچ زمان متکی به دولت نبود. در مرکز اسلامی هامبورگ هم تجار ایرانی آن شهر را دور هم جمع و تأکید می‌کرد همه امور ایرانی‌ها باید مردمی اداره شود. به گفته
محمدحسن اصغرنیا، یکی از دانش آموختگان دبیرستان دین و دانش، شهید بهشتی زمانی که از آلمان بازگشت به لحاظ نیازی که به وجود او بود، اجازه داده نشد که دیگر به آلمان بازگردد.
محمدعلی گرامی از دیگر دانش آموختگان این دبیرستان، نگاهی خاص به فعالیت دبیرستان دین و دانش دارد. او در خاطرات خود می‌گوید:

«آیت‌الله بهشتی در اواخر حیات آیت‌الله بروجردی مدیر مدرسه دین و دانش قم بود و در آنجا جایی درست کرده بود که تعدادی از طلبه‌ها شب‌ها بروند و علوم روز را بخوانند.»

## دانش‌آموختگان
- جواد رضویان
- سید صادق طباطبایی[۹]
- جواد اشجعی
- غلامحسین کرباسچی، شهردار سابق تهران[۱۰]
- سید موسی شبیری زنجانی
- جعفر سبحانی
- محمدتقی مصباح یزدی
- نصرت‌الله شادنوش
- محمدحسن اصغرنیا
- محمد رجبی
- غلامرضا باهر
- محمد بنیادی، از کشته شدگان جنگ تحمیلی در سال ۱۳۶۲[۱۱]
- علی جنتی، سیاست‌مدار و دیپلمات ایرانی و وزیر سابق فرهنگ و ارشاد اسلامی [۱۲]
- محمدعلی گرامی
- محمدعلی مجاهدی
- محمدجواد حجتی کرمانی
- سید محمدصادق طباطبایی
- عبدالمجید معادیخواه
- سید محمد میرمحمدی
- محمدجواد مظفر
- فرشاد مومنی
- سید علی موسوی اردبیلی[۱۳][۱۴]
- سید محمدعلی علیپور یزدی
- فتحعلی اویسی، بازیگر
- جواد کنعانی

## مدیران دبیرستان
- سید محمد بهشتی، از سال ۱۳۳۳
- سید هاشم بطحایی گلپایگانی، سال ۱۳۵۸
- یزدان پناه 1367
- الهی دوست 1370
- جواد عبدالهی پور 1371
- حمید رضا دژآکام (شیخ الاسلام) و نیز عباس کاظمی در دهه ی 80 و 90
- سید محمد رضا موسوی بفروئی (مدیر فعلی دبیرستان)